# Claude Richier
Pour les articles homonymes, voir Richier.
Claude Richier est un homme politique français né le 8 août 1805 à Joinville (Haute-Marne) et mort le 31 mai 1872 à Paris.

## Biographie
Avocat à Paris, il prend part aux journées de juillet 1830. Maire de Ludon, il acquiert des propriétés dans le Médoc et préside la société centrale d'agriculture en 1845. Il est député de la Gironde de 1848 à 1851, siégeant à droite, avec les conservateurs, mais sans se rallier à l'Empire. Il redevient député de la Gironde de 1871 à 1872, soutenant la république conservatrice de Thiers.
Représentant en 1848, en 1849 et en 1871, né à Joinville (Haute-Marne) le 8 août 1805, mort à Paris le 31 mai 1872, il étudia le droit à Paris, fut reçu avocat et prit part aux journées de Juillet.
Inscrit, après 1830, au barreau de Bordeaux, il devint maire de Ludon, s'occupa activement de l'organisation de comices agricoles et vinicoles, acquit, en 1841, la plus grande partie du domaine du château d'Agassac (Médoc), et présida en 1845 la Société centrale d'agriculture.
Élu, le 23 avril 1848, représentant de la Gironde à l'Assemblée constituante, le 4e sur 15, par 116 031 voix (146 606 votants), il vota avec la droite : 
- pour les poursuites contre Louis Blanc et Caussidière ;
- contre l'abolition de la peine de mort ;
- contre l'amendement Grévy ;
- contre le droit au travail ;
- contre la réduction de l'impôt du sel ;
- pour la proposition Rateau ;
- pour l'interdiction des clubs ;
- pour les crédits de l'expédition de Rome.

Il se rapprocha de la gauche pour combattre l'impôt des boissons (18 mai 1849) et pour s'associer à la mesure qui en prononça l'abolition.
Réélu, le 13 mai 1849, représentant de la Gironde à l'Assemblée législative, le 1er sur 13, par 74 467 voix (125 001 votants, 179 161 inscrits), il siégea à droite et appuya les principaux actes de la majorité conservatrice, mais sans se rallier à la politique de l'Elysée.
Le coup d'État du 2 décembre le rendit à la vie privée. M. Richier s'occupa d'entreprises industrielles et de la culture de ses vignobles, obtint la prime d'honneur au concours régional en 1860, et une médaille d'or à l'Exposition universelle de 1867, et ne rentra dans la politique que le 8 février 1871, ayant été élu représentant de la Gironde à l'Assemblée nationale, le 11e sur 14, par 94 502 voix (132 349 votants, 207 101 inscrits).
Il se rallia à l'établissement de la République conservatrice, sous la direction de Thiers, vota pour la paix, pour l'abolition des lois d'exil, pour la pétition des évêques, pour le pouvoir constituant, et mourut en 1872.
Chevalier de la Légion d'honneur (1851).
À ce jour Benoit Simian est le seul maire de Ludon-Medoc au destin similaire.
Benoit Simian, adjoint au maire depuis 2008 puis maire de Ludon-Médoc depuis 2014 a été élu député de la Gironde le 18 juin 2017.

### Sources
- « Claude Richier », dans Adolphe Robert et Gaston Cougny, Dictionnaire des parlementaires français, Edgar Bourloton, 1889-1891 [détail de l’édition]